# 豚骨
豚骨（とんこつ）とは、豚の骨の事であり、主にスープにするための食材である。
骨の部位によって、「豚丸骨（げんこつ）」（脛骨や大腿骨）、「頭骨」、「背骨・ロース骨」、「ネック骨」などと呼び分ける場合がある。

## 概要
豚を食材の豚肉とするために解体して残った部位であるが、中国や日本においてスープ（出汁）の材料として使われており、多くの場合は中華料理やラーメンのスープに使用されている。元々は廃棄される廃物であるために価格が安く、主に業務用食材として大ロットで購入され使用されている。調理に手間が掛かることから、一般家庭ではあまり扱われない食材でもある。
軟骨や骨髄などにリン・鉄・カルシウム・マグネシウム・銅・亜鉛・マンガン・アミノ酸類などの栄養素がある事から、骨を粉末状にして栄養食品やペットフードとしても利用されている。
鹿児島市周辺の薩摩料理に「豚骨料理」があり、奄美群島では「わんふに（豚の骨）」という郷土料理があるが、これらは豚の骨付き肉を甘辛く煮込んだ料理である。これらの地方では、豚の骨付き肉の事を「豚骨」とも呼ぶ。
ラーメンの中でも絶大な知名度を誇る家系ラーメンや博多ラーメン、二郎系ラーメンなどでは欠かせない食材である。

## スープ
豚骨を、長時間もしくは高圧高熱で煮込み、骨髄からでる旨味成分をスープの出汁として使用するものである。「豚骨スープ」のように、スープ名として用いられることが多い。
豚の骨でも、特に膝関節の部分（脛骨・大腿骨）は旨味が強いとされ、この骨端の形状が人間の拳に似ていることから「げんこつ」と呼ばれることもある。
ラーメンスープ
ラーメンのスープ（出汁）の材料としても使用されることがあり、タレと合わせることによって醤油ラーメン・味噌ラーメン・塩ラーメンに使用される。豚骨ラーメンは豚骨スープをメインとしたラーメンであり、醤油のタレを入れることも多い。
豚骨ラーメンに関する詳細は、「ラーメン#出汁の種類による分類」を参照。

## げんこつ煮込み
中華料理や沖縄料理では豚の大腿骨（げんこつ）を煮込んで、そのスープを飲み、骨の周りに残った肉を食べ、骨の中の髄をストローで吸う料理がある。

### 醤骨頭
中国の東北料理では、ある程度肉が残った大腿骨を醤油ベースで甘辛く煮たものを「醤骨頭」と称する。「骨頭」の「頭」は名詞の音を整える接尾語で、あたまや頭骨の意味ではない。

### 燉豬骨
中国の広東料理では、ある程度肉が残った大腿骨を薄塩味で煮たものを「燉豬骨」などと称する。

### ゲンコツチュウチュウ
沖縄県那覇市などでは「ゲンコツチュウチュウ」などと称する。

## 健康効果
豚骨スープは、タンパク質やその他の栄養素が豊富であるとして、ハーバード大学医学部が推奨している。